# Una persona di vostra conoscenza
Una persona di vostra conoscenza (Ваша знакомая) è un film del 1927 diretto da Lev Vladimirovič Kulešov.